# Palmyra (Maine)
Palmyra ist eine Town im Somerset County des Bundesstaates Maine in den Vereinigten Staaten. Im Jahr 2020 lebten dort 1924 Einwohner in 935 Haushalten auf einer Fläche von 107,33 km².

## Geographie
Nach dem United States Census Bureau hat Palmyra eine Gesamtfläche von 107,33 km², von der 104,01 km² Land sind und 3,32 km² aus Gewässern bestehen.

### Geographische Lage
Palmyra liegt im Südosten des Somerset Countys und grenzt im Osten und Süden an das Penobscot County. Im Süden grenzt der Douglas Pond und im Osten der Nokomis Pond an das Gebiet. Zentral auf dem Gebiet liegt der Whites Pond. Es gibt weitere kleinere Seen auf dem Gebiet der Town. Die Oberfläche ist leicht hügelig, der 161 m hohe Furbush Hill ist die höchste Erhebung.

### Nachbargemeinden
Alle Entfernungen sind als Luftlinien zwischen den offiziellen Koordinaten der Orte aus der Volkszählung 2010 angegeben.
- Norden: St. Albans, 9,5 km
- Nordosten: Corinna, Penobscot County, 14,2 km
- Osten: Newport, Penobscot County, 11,7 km
- Südosten: Plymouth, Penobscot County, 12,3 km
- Süden: Detroit, 9,5 km
- Südwesten: Pittsfield, 9,7 km
- Nordwesten: Hartland, 12,7 km

### Stadtgliederung
In Palmyra gibt es mehrere Siedlungsgebiete: Bog Corner, Dogtown, Goodwin Corner, Hurd Corner, Marsh Corner, Miles Corner, Miller Corner, Palmyra, Sanborn Corner, Thompson und West Palmyra.

### Klima
Die mittlere Durchschnittstemperatur in Palmyra liegt zwischen −11,1 °C (12 °F) im Januar und 20,0 °C (68 °F) im Juli. Damit ist der Ort gegenüber dem langjährigen Mittel der USA um etwa 9 Grad kühler. Die Schneefälle zwischen Oktober und Mai liegen mit bis zu zweieinhalb Metern mehr als doppelt so hoch wie die mittlere Schneehöhe in den USA; die tägliche Sonnenscheindauer liegt am unteren Rand des Wertespektrums der USA.

## Geschichte
Nach der Vermessung des Gebietes wurde es als Township No. 5, Third Range North of Waldo Patent (T5 R3 NWP) bezeichnet und zunächst Sheppardstown genannt. Als erster Siedler ließ sich 1800 Daniel Gale mit seiner Familie nieder. Am 20. Juni 1807 wurde das Gebiet als Town unter dem heutigen Namen organisiert. Die erste Poststation wurde 1824 eröffnet.
Land wurde im Jahr 1821 und 1828 an Warsaw, heute Pittsfield, abgegeben.

### Einwohnerentwicklung
| Volkszählungsergebnisse – Town of Palmyra, Maine | Volkszählungsergebnisse – Town of Palmyra, Maine | Volkszählungsergebnisse – Town of Palmyra, Maine | Volkszählungsergebnisse – Town of Palmyra, Maine | Volkszählungsergebnisse – Town of Palmyra, Maine | Volkszählungsergebnisse – Town of Palmyra, Maine | Volkszählungsergebnisse – Town of Palmyra, Maine | Volkszählungsergebnisse – Town of Palmyra, Maine | Volkszählungsergebnisse – Town of Palmyra, Maine | Volkszählungsergebnisse – Town of Palmyra, Maine | Volkszählungsergebnisse – Town of Palmyra, Maine |
| Jahr                                             | 1800                                             | 1810                                             | 1820                                             | 1830                                             | 1840                                             | 1850                                             | 1860                                             | 1870                                             | 1880                                             | 1890                                             |
| ------------------------------------------------ | ------------------------------------------------ | ------------------------------------------------ | ------------------------------------------------ | ------------------------------------------------ | ------------------------------------------------ | ------------------------------------------------ | ------------------------------------------------ | ------------------------------------------------ | ------------------------------------------------ | ------------------------------------------------ |
| Einwohner                                        |                                                  | 188                                              | 366                                              | 902                                              | 1500                                             | 1625                                             | 1597                                             | 1322                                             | 1271                                             | 1004                                             |
| Jahr                                             | 1900                                             | 1910                                             | 1920                                             | 1930                                             | 1940                                             | 1950                                             | 1960                                             | 1970                                             | 1980                                             | 1990                                             |
| Einwohner                                        | 915                                              | 960                                              | 824                                              | 887                                              | 934                                              | 965                                              | 1009                                             | 1104                                             | 1485                                             | 1867                                             |
| Jahr                                             | 2000                                             | 2010                                             | 2020                                             | 2030                                             | 2040                                             | 2050                                             | 2060                                             | 2070                                             | 2080                                             | 2090                                             |
| Einwohner                                        | 1953                                             | 1986                                             | 1924                                             |                                                  |                                                  |                                                  |                                                  |                                                  |                                                  |                                                  |

## Wirtschaft und Infrastruktur

### Verkehr
Durch Palmyra verläuft in westöstlicher Richtung die Interstate 95 und parallel dazu der U.S. Highway 2. Die Maine State Route 151 und Maine State Route 152 verlaufen in nordsüdlicher Richtung.

### Öffentliche Einrichtungen
Es gibt keine medizinische Einrichtung in Palmyra. Medizinische Einrichtungen für die Bewohner der Town finden sich in St. Albans, Hartland, Dexter und Pittsfield.
Palmyra hat keine eigene Bücherei. Die nächstgelegenen befinden sich in Hartland, Pittsfield und Newport.

### Bildung
Palmyra gehört mit Corinna, Dixmont, Etna, Hartland, Newport, Plymouth und St. Albans zur Regional School Unit 19.
Im Schulbezirk werden folgende Schulen angeboten:
- Corinna Elementary School in Corinna, mit Schulklassen von Pre-Kindergarten bis zum 4. Schuljahr
- Etna-Dixmont School in Etna, mit Schulklassen von Pre-Kindergarten bis zum 8. Schuljahr
- Newport/Plymouth Elementary School in Newport, mit Schulklassen von Pre-Kindergarten bis zum 6. Schuljahr
- St. Albans Consolidated in St. Albans, mit Schulklassen von Pre-Kindergarten bis zum 5. Schuljahr
- Somerset Valley Middle School in Hartland, mit Schulklassen vom 5. bis zum 8. Schuljahr
- Sebasticook Middle School in Newport, mit Schulklassen vom 5. bis zum 8. Schuljahr
- Nokomis Regional High in Newport, mit Schulklassen vom 9. bis zum 12. Schuljahr

## Persönlichkeiten

### Söhne und Töchter der Stadt
- James Springer White (1821–1881), Mitbegründer der Siebenten-Tags-Adventisten
- Frank I. Cowan (1888–1948), Politiker und Maine Attorney General